# Derecho
Pour les articles homonymes, voir Derecho (homonymie).

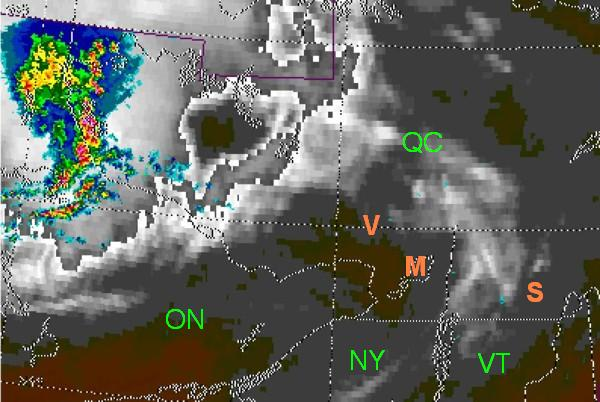
Image satellitaire et radar du passage d'un derecho (4-5 juillet 1999) au Québec, Canada. (ON = Ontario, NY = État de New York, VT= Vermont, M= Montréal, S= Sherbrooke et V = Val-des-Lacs).

Un derecho, aussi orthographié dérécho, est un phénomène météorologique rare de convection profonde extratropicale, qui se déplace rapidement et qui produit de très fortes rafales descendantes causant d'importants dommages généralisés. Il se classe dans la catégorie des systèmes convectifs de méso-échelle. Le derecho dure plusieurs heures, voire plus de 10 heures, parcourant donc une très grande distance (jusqu'à plus de 1 000 km). La ligne orageuse s'étend également sur au moins 300 km de longueur, donne des vents en rafales d'au moins 120 km/h assez généralisés et se déplace plus rapidement que le vent moyen de la basse troposphère.
Sa trajectoire est une ligne droite, d'où son appellation, empruntée à l'espagnol, signifiant « tout droit ».
Sur les données d'un radar météorologique, il prend l'allure d'un grain en arc de longueur exceptionnelle avec des zones de tourbillon à chaque extrémité et plusieurs encoches d'air sans précipitations derrière la ligne. Dans un premier temps, de nombreux cas ont été documentés en Amérique du Nord mais peu dans les autres parties du monde. Cependant ses conditions de formation peuvent se retrouver à de nombreux endroits et pourraient devenir plus fréquente dans le contexte du dérèglement climatique.

## Caractéristiques

Animation des échos radar du passage d'un derecho passant de l'est de l'Ontario (Canada) au nord de l'État de New York (États-Unis) en juillet 1995

Le derecho peut posséder à la fois certaines caractéristiques des complexes convectifs à moyenne échelle (CCM) et à la fois celles des lignes de grain. C'est par la structure radar qu'on le distingue le mieux de ces deux autres systèmes orageux. L'imagerie radar montrent une ligne de grain orientée perpendiculairement au vecteur des vents moyens entre 3 000 m et la tropopause, et se déplaçant plus vite que ces mêmes vents. Une crête dans l'onde des précipitations est située à l'extrémité nord de cette ligne de grain. On retrouve également un renflement ou arc sur la ligne de grain. Ce renflement s'étire dans la direction des vents moyens en altitude et c'est le long de sa trajectoire qu'on observe du temps violent.

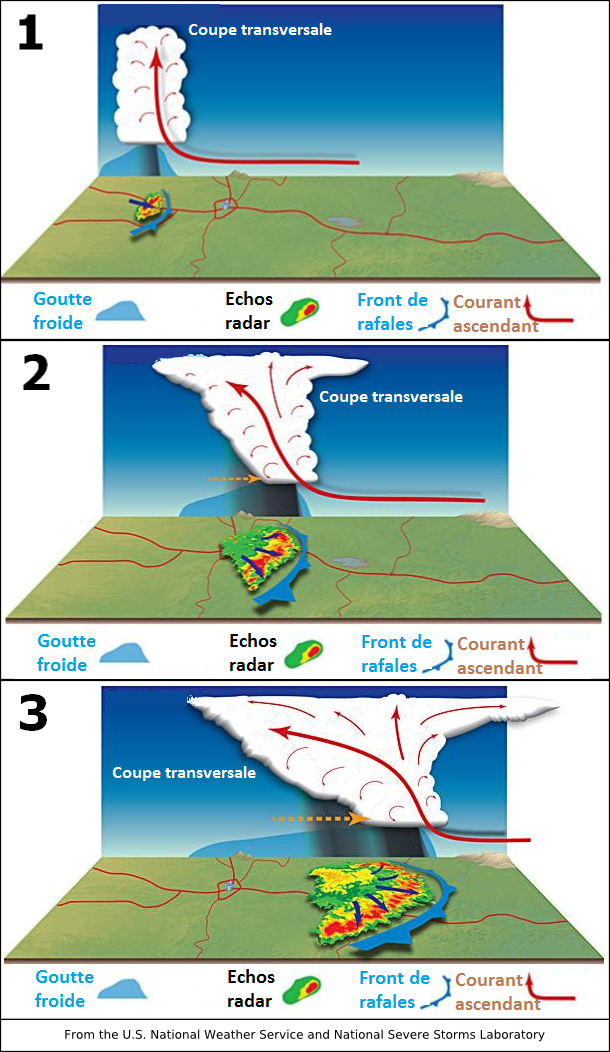
Étapes du développement d'un derechos

De fortes contributions dynamiques et thermodynamiques favorisent la formation de derechos. L'instabilité qui en résulte doit se maintenir pour conserver l'état du système. Hirt et Johns ainsi que Duke et Rogash expliquent qu'on doit retrouver une grande quantité d'énergie potentielle de convection disponible (EPCD), et une forte instabilité conditionnelle résultant d'une humidité abondante à bas niveau et d'un air froid et sec à moyen niveau.
Des vents forts, dépassant les 20,5 m/s (75 km/h) accompagnent cet air aux niveaux moyens. Entre la genèse du complexe orageux et celui de la maturité, le niveau où la convection peut se déclencher doit se rapprocher de la surface. En plus, un fort cisaillement de vents à bas niveau, sous les 2 km, doit y provoquer une forte circulation relative pénétrant dans le nuage. Pendant ce temps, dans les niveaux moyens entre 4 et 6 km, le cisaillement doit faiblir et perdre cette composante directionnelle vers le nuage, afin qu'il y ait plus d'air chaud entrant près du sol que d'air frais sortant en altitude. Ceci conserve la structure instable de la masse d'air, et concentre l'air froid dans les niveaux moyens, nécessaire au maintien du derecho.
Ces fortes valeurs d'énergie hydrostatique, ou de flottabilité, expliquent - partiellement - le fait que la propagation du derecho excède la vitesse des vents moyens (plus de 100 km/h, souvent (Lilly). De plus, l'intrusion dans l'orage d'air sec des niveaux moyens cause un refroidissement par évaporation de l'air au sein du complexe. Le faible cisaillement de vent à ce niveau atténue le mélange de cet air refroidi avec l'air ambiant et permet une accélération de cet air refroidi vers le bas par équilibre hydrostatique. Ces vents, une fois à la surface, contribuent en partie aux fortes rafales rencontrées. Le transport vers le bas du fort moment cinétique des vents de la mi-troposphère ainsi que l'entraînement de l'air provoqué par la chute des précipitations constituent les autres contributions. Les plus fortes rafales et, plus rarement, des tornades se trouvent donc tout juste derrière et au centre du renflement en forme d'arc observé sur la ligne de grain.

## Types
On observe deux types de derechos : l'un en saison chaude, et l'autre en saison froide. Bien que partageant les conditions synoptiques et la structure radar décrites plus haut, certaines conditions les distinguent également.

### Saison chaude ou progressif

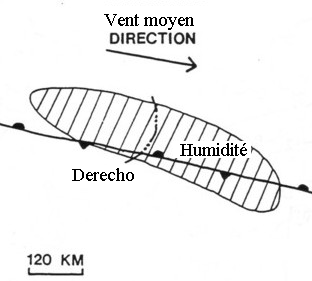
Front stationnaire et derechos se déplaçant le long de celui-ci

À la fin du printemps et en été, le derecho du premier type se développe le long d'une perturbation dans la circulation à mi-troposphère (pression de 500 hPa à environ 6 km d'altitude), sur ou à l'est d'une crête de pression relativement aplatie. Les vents y soufflent d'ouest ou d'ouest-nord-ouest. Le derecho se forme le long, ou parfois du côté froid, d'un front quasi stationnaire généralement orienté est-ouest où il commence à y avoir un apport significatif d'air chaud.
Une fois formé, il se déplace le long du ruban thermique des niveaux moyens (850 à 700 hPa selon Duke, Rogash, 1992). Il tend à se développer surtout dans l'entrée droite d'un courant-jet qui se trouve au nord de la crête, parfois à plus de 400 km au nord. L'humidité de surface et de bas niveau, d'où il tire son énergie, se concentre en un bassin près de la zone frontale et le maximum d'humidité se trouve près du centre de la trajectoire du derecho.
Comme ce type de derecho se forme dans une circulation relativement faible, il commencera par se déplacer relativement lentement mais accélèrera rapidement à mesure qu'il se renforce. Tous les apports étant bien placés, il durera très longtemps en formant une ligne arquée (ligne tiretée de la figure) qui déferlera sur une très grande distance.

### Saison froide ou en séries

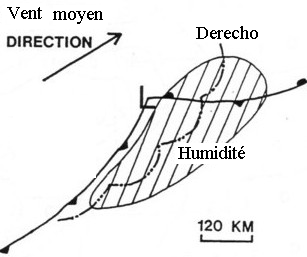
Mouvement des grains en arc le long du front froid

Le derecho de saison froide se produit surtout à la fin de l'hiver et au printemps mais peut être rencontré en hiver dans les régions très méridionales. Contrairement au premier type, on dénote, à 500 hPa, un creux de pression ou une dépression bien formé. En surface, on note un front froid en déplacement. Dans le secteur chaud à l'avant du front, l'humidité de bas niveau ne se présente plus en bassin mais forme une crête d'humidité s'étirant vers le nord. Le derecho se déplace à travers le ruban thermique de 850 à 700 hPa, vers l'air plus chaud.
L'air sec des niveaux moyens se retrouve ici en amont de la zone de formation du derecho. Le courant jet de haut niveau circule dans la même courbe cyclonique observée à 500 hPa et le derecho se développe surtout dans son entrée droite (Duke, Rogash, 1992). Le tout donne une ligne d'orage jusqu'à 400 km de long avec de multiples arcs (ligne tiretée du dessin) qui se suivent et se remplacent. Donc chaque arc dure moins longtemps que celui d'un derecho de saison chaude mais l'ensemble perdure aussi longtemps. Ce type de derecho est plus susceptible de donner des tornades.

### Cas hybride
Parfois, un derecho présente un mélange des caractéristiques des deux précédents. Il est associé à une dépression comme les derechos de saison froide,  mais est plus courts et se comporte plus comme ceux de saisons chaudes ou progressifs. Il se produit donc en général au printemps ou à l'automne, lors du changement de régime de la circulation atmosphérique.

## Cas de derechos

### Amérique du Nord

La climatologie des derechos aux États-Unis et dans le sud du Canada

En moyenne aux États-Unis, il y a une quinzaine de derechos par an, principalement dans deux corridors : le premier affecte le nord de la vallée du Mississippi et de l'Ohio alors que le second se trouve dans le centre et le sud des Grandes Plaines américaines. Au Canada, il y a des épisodes de derechos environ tous les trois ou quatre ans près de la frontière américaine où les conditions météorologiques sont favorables.
Voici quelques-uns de ces événements marquants :
- derecho du 4 juillet 1977 ;
- derecho dit "More Trees Down" (4-5 juillet 1980) ;
- derecho de l'ouest du Wisconsin (15 juillet 1980) ;
- derecho de l'autoroute I-94 (19 juillet 1983) ;
- derecho de la Virginie-Occidentale (9 avril 1991) ;
- derecho du sud des Grands Lacs de 1991 (7-8 juillet 1991) ;
- derecho de la forêt de Pakwash dans le nord-ouest de l'Ontario (18 juillet 1991) ;
- derecho dit du Great Blizzard Subtropical (12-13 mars 1993) de type saison froide ;
- Série de derechos de la vague de chaleur de 1995 (11 au 15 juillet 1995) ;
- derecho du sud des Grands Lacs de 1998 (30-31 mai 1998) ;
- derecho du Corn Belt (29 juin 1998) ;
- derechos de la Fête du Travail (7 septembre 1998) ;
- derecho à la frontière canado-américaine (4-5 juillet 1999) de type saison chaude ;
- derecho d'octobre du Midwest (24 octobre 2001) ;
- La tempête d'été de Memphis (22 juillet 2003) ;
- derecho des vallées du Mississippi et Tennessee (13 juillet 2004) ;
- derecho de Chicago (4 août 2008) ;
- derecho du Midwest et du Mid-Atlantic (29-30 juin 2012) ;
- derecho du corridor Québec-Windsor (21 mai 2022)[9],[10].

### Europe
Longtemps, peu d’études ont porté sur l'Europe, mais les conditions favorables peuvent s'y retrouver, à différents endroits.
Quelques cas décrits dans la littérature scientifique se retrouvent en Europe :
- Le 10 juillet 2002, un grain en arc s’est transformé en derecho dans la région de Berlin[11] ;
- Le 5 juillet 2002, un grain en arc se déplaçant rapidement s’est transformé en derecho sur l’est de la Finlande. Le ministère finlandais de l’intérieur a reçu près de quatre cents rapports de dommages, dont assez d’arbres abattus pour donner un million de mètres cubes de bois. Il s’agit du derecho le plus nordique jamais signalé[7].

#### France
Le groupe Keraunos, une équipe de consultants en météorologie, climatologie, hydrologie et gestion des risques, fait des enquêtes sur le terrain et analyse des cas de temps violents en France et Europe. Bien qu'il ne s'agisse pas d'un organisme officiel, la qualité de son travail rivalise avec celui de Météo-France pour ce qui est des analyses a posteriori. Ainsi certaines études sérieuses mais non publiées dans un journal scientifique se retrouvent sur leur site et montrent :
- un épisode orageux sur l'ouest de la France du 25 au 26 juillet 1983 qui pourrait être un derecho. La dernière phase de cette période a été analysée a posteriori comme un derecho remontant du sud vers le nord sur un axe de 450 km de long pour une largeur proche de 50 km provoquant des dégâts considérables sur toute cette zone, particulièrement en Poitou-Charentes[13] ;
- un complexe convectif de méso-échelle le 12 juillet 2010 a évolué en une ligne de grain causant de gros dégâts du nord de la France au sud de la Norvège[14]. La forme, la longueur et le trajet de la ligne semblent concorder avec un derecho ;
- le 8 août 2014, une ligne de grain du sud de l'Aquitaine jusqu'au Languedoc a eu toutes les caractéristiques d'un derecho[15] ;
- le 18 août 2022, un derecho cause plusieurs décès en Corse, en Italie et en Autriche[16] (cf. Derecho européen d'août 2022) ;
- Dans la nuit du 25 au 26 juin 2025 un derecho traverse la France, de l'Occitanie à la Lorraine, avec pointes de vents dépassant 140 km/h, près de 17 000 impacts de foudre en 24 heures (dont plus de 3 500 de polarité positive). Ce derecho a causé 2 décès et d'importants dégâts[17],[18],[19].

Certains autres événements sont probablement des derechos :
- dans la nuit du 26 au 27 juillet 2013, une ligne de grain de longueur supérieure à 400 km a balayé un axe allant de l'Aquitaine à la Beauce produisant de violentes rafales convectives allant jusqu'à 165 km/h à Pauillac[20],[21] ;
- un complexe orageux historique  ayant frappé l'ouest du pays le 13 juillet 1788 pourrait avoir été un derecho. Né à La Teste il s'est déplacé jusqu'à Utrecht, à la vitesse de 75 km/h, prenant environ 7 minutes pour traverser un endroit[22], avec chutes de grêlons pesant jusqu'à une demi-livre, et des tornades qui dévastèrent les vergers et les champs de blé. Il ravagea le château de Rambouillet et son parc où des milliers d'arbres furent abattus. L'abbé Tessier d'Andonville, près d'Angerville, a décrit une obscurité telle qu'il était impossible de lire[23]. Cet orage fut à l'origine d'une disette qui frappa la France durant l'hiver 1788-1789 et qui contribua au déclenchement de la Révolution de 1789[24].

En 2024, un étude rétrospective montre qu'entre 2000 et 2022 il y a eu 38 événements de ce type, avec une fréquence moyenne de 1,7 événement par an, soit près de cinq événements tous les trois ans. Ces orages, souvent associés à un flux de sud-ouest, touchent presque tout le territoire français mais leur fréquence est plus élevée dans le nord-est et l'est du pays, avec des événements qui concernent aussi souvent la Suisse, le Benelux et l’Allemagne. Dans la période récente, une augmentation de l'instabilité coïncide avec des températures de surface plus élevées pour des situations analogues à celles associées aux épisodes orageux identifiés, en accord avec de précédentes études qui font un constat similaire en Europe. Cet accroissement de l'instabilité, qui traduit un potentiel pour des orages plus intenses, est un effet attendu du réchauffement climatique d'origine humaine, quoique l'étude n'exclue pas une influence de la variabilité naturelle du climat,.

### Asie
En Asie, des tempêtes convectives appelées « Nor'wester » se produisent parfois au printemps au Bangladesh et semblent être des derechos progressifs.

## Risques et dangers
Comme toute ligne d'orages, le derecho peut causer des dommages matériels et humains. Cependant, comme le derecho perdure sur une longue distance, son effet est ressenti sur zone plus grande, où l'envergure des dégâts peut être décuplée. Et comme il se forme surtout en fin de journée et continue son chemin la nuit, il peut surprendre des victimes dans leur sommeil. Enfin, étant plus fréquent en saison chaude, il risque plus de frapper des vacanciers dans des lieux à découvert (en canot sur un lac, sous la tente, etc.).

### Vents
Il est ainsi plus dangereux, à cause notamment de vents violents généralisés sur toute la ligne (jusqu'à 160 km/h lors d'un derecho au Kansas le 15 décembre 2021 avec dans ce cas une vingtaine de tornades signalées, faisant suite à d'autres, les jours précédents, dont plusieurs d'intensité au moins EF4),. On a aussi relevé des vents jusqu'à 225 km/h à Marignana (Corse-du-Sud) lors d'un derecho.

### Éclairs
Les éclairs, dans les derechos, sont plus nombreux que lors d'un orage classique, et certains sont exceptionnellement intenses. Ainsi en France, à Marignana (Corse-du-Sud), il y a eu plus de 30 000 éclairs enregistrés dans la seule  matinée du 18 août 2022. Le derecho des 24 et 25 juin 2025 a été caractérisé par près de 17 000 impacts de foudre en 24 heures, dont plus de 3 500 de polarité positive. Ces éclairs positifs sont bien plus puissants que les décharges négatives habituelles, en termes d'énergie libérée, et en termes de courant de crête, avec un record de 517 000 ampères délivrés en quelques millisecondes à La Peyratte (Deux-Sèvres), soit électriquement 20 fois plus intense qu'un impact classique, et plus de 5 millions de fois le seuil de quelques centaines de milliampères capable de tuer un humain. De tels éclairs présentent un risque accru de départ de feu, d'électrocutions, de surtensions sur les réseaux électriques.
Les éclairs ont un bilan environnemental global encore mal évalué, car ils ont potentiellement à la fois des effets positifs et des effets négatifs sur la qualité de l'air et le climat, très différents selon le type d'éclair (ex. : intra-nuage, nuage-sol à partir du bas ou du haut du nuage, super-éclairs...). On sait par exemple :
- que les éclairs produisent des radicaux hydroxyles (OH), qui dégradent le méthane qui est un puissant gaz à effet de serre ;
- que dans les hautes couches de l'atmosphère, les éclairs produisent aussi, directement et indirectement, des quantités très significatives d'ozone (O₃) qui contribuent aussi à produire 10 à 20 % des NOₓ naturels en partie injectés dans la haute troposphère où ces oxydes favoriseront ensuite la formation d'ozone troposphérique[31] ;
- que dans les basses couches de l'atmosphère (où son odeur peut parfois être perçue après un éclair), cet ozone a, au contraire, des effets négatifs car c'est un polluant majeur (et en augmentation) de l'air ; irritant de voies respiratoires et pouvant aggraver l'asthme, il ralentit la photosynthèse et peut endommager la flore et la faune[32].

Les effets globaux des orages sur la chimie de l'atmosphère restent encore mal compris. Cela est particulièrement vrai dans le cas de longues séries de super-éclairs, dont l’impact sur la santé humaine et l’environnement est encore incertain.

### Autres
D'autres risques sont liés aux fortes averses, aux chutes grêles (atteignant parfois la taille d'une balle de golf et exceptionnellement jusqu'à une dizaine de centimètres de diamètre, qui provoquent des dégâts importants sur les serres, les cultures et blessant des animaux).